# Étienne Théodore Clairon
Pour les articles homonymes, voir Clairon (homonymie).
Étienne Théodore Clairon est un homme politique français né le 23 mars 1764 à Rethel (Ardennes) et mort le 11 octobre 1839 à Charleville-Mézières (Ardennes).

## Biographie
Fils d'un brasseur, il est avocat puis juge de paix. Il est élu député des Ardennes au Conseil des Cinq-Cents le 22 germinal an V. Il est député de la Nièvre de 1800 à 1808, puis de nouveau député des Ardennes pendant les Cent-Jours, en 1815.

## Sources
- Ressource relative à la vie publique :   - Base Sycomore
- « Étienne Théodore Clairon », dans Adolphe Robert et Gaston Cougny, Dictionnaire des parlementaires français, Edgar Bourloton, 1889-1891 [détail de l’édition]